# 似眼鱧
似眼鱧為輻鰭魚綱鱸形目鱧科的其中一種，分布於亞洲馬來西亞至印尼的淡水流域，體長可達27公分，棲息在森林沼澤，屬肉食性，可作為食用魚。

## 擴展閱讀
維基物種上的相關：似眼鱧